# Lago de cratera
Para o lugar e Parque Nacional do mesmo nome, ver Lago Crater.

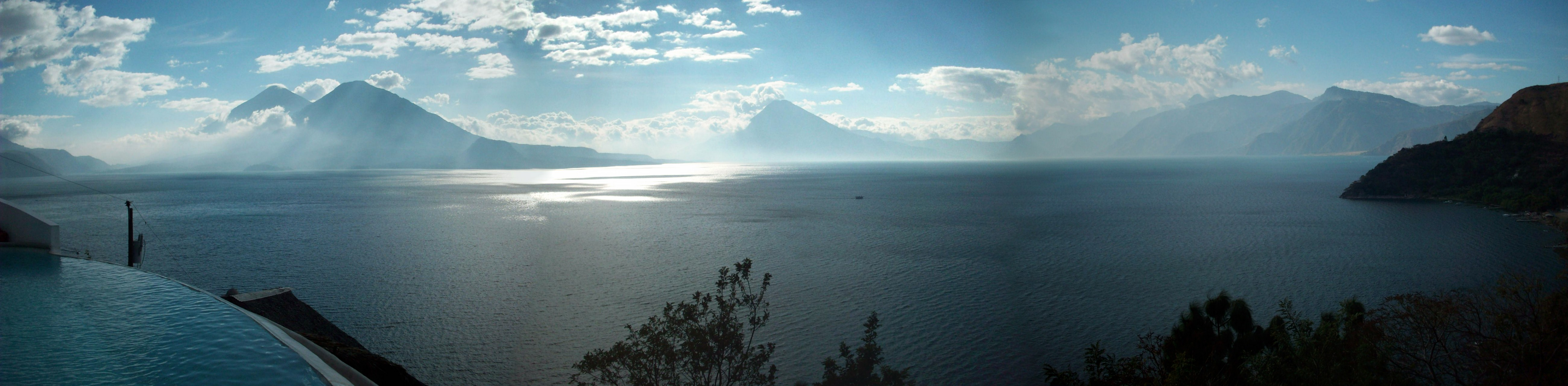
Lago de Atitlán, Guatemala, um dos mais profundos do mundo

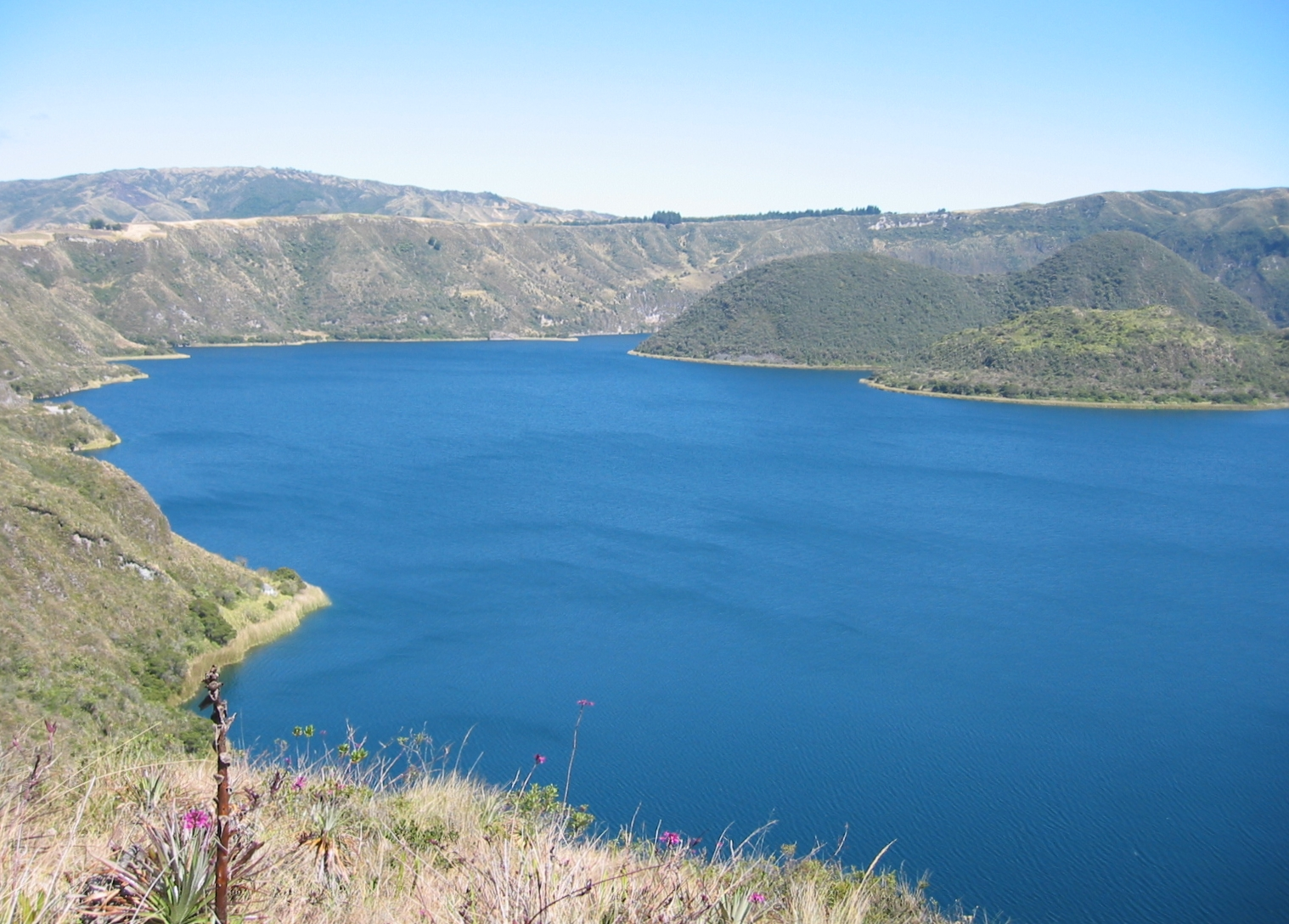
Cuicocha, Equador. ^{}

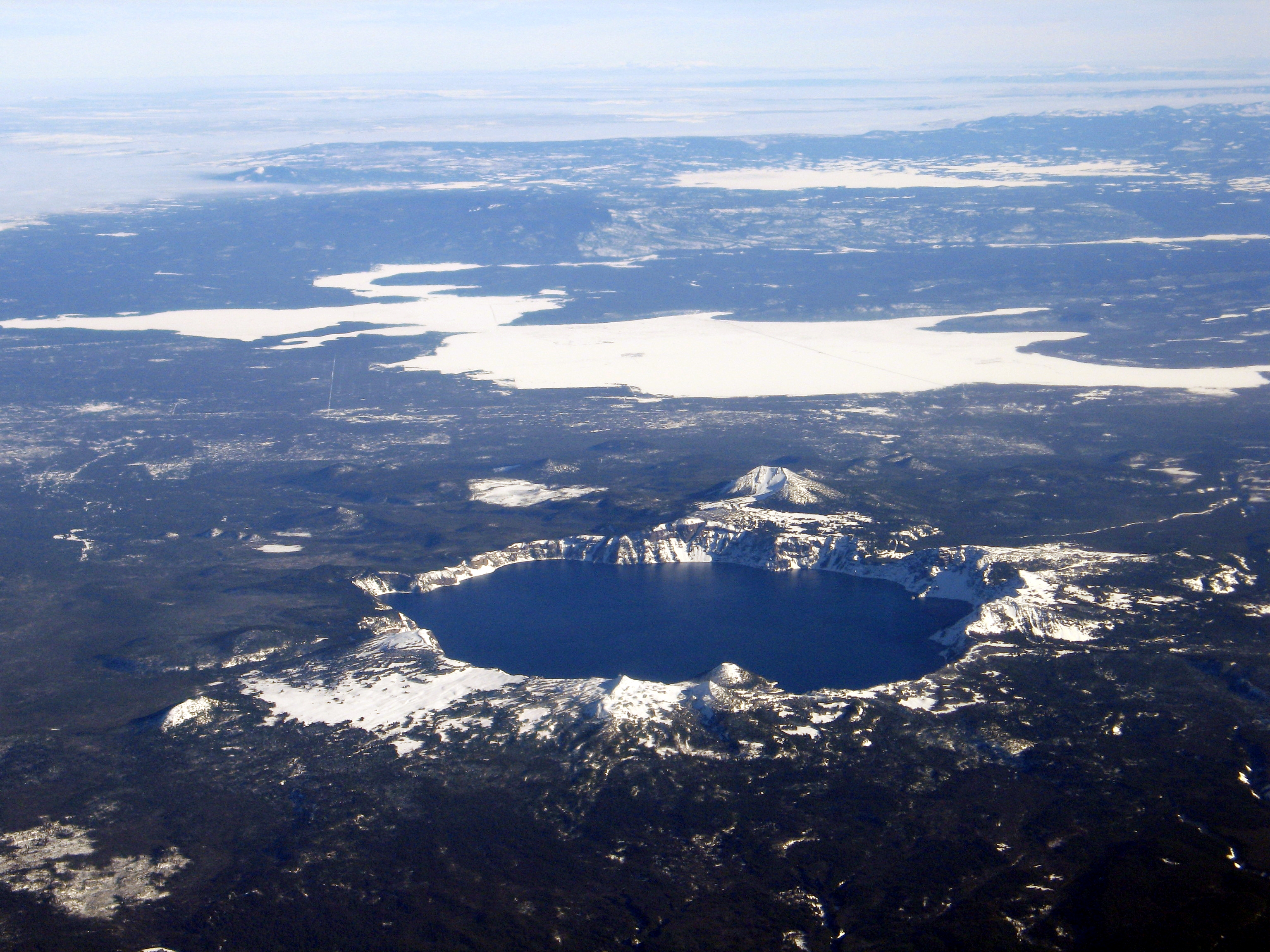
El Lago Crater, no Oregon.

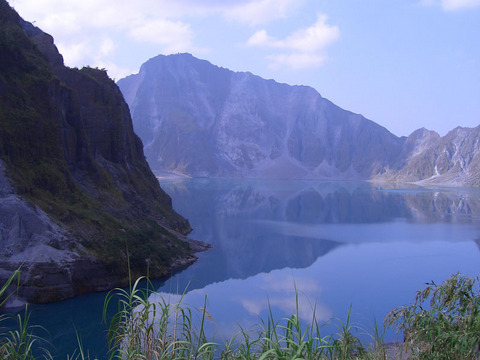
Lago formado após a erupção de 1991 do Monte Pinatubo, Filipinas.

Vulcão Irazu, Costa Rica.^{}

Um lago de cratera é uma formação geológica, tratando-se basicamente de um lago formado na caldeira de um vulcão. A sua formação ocorre quando o vulcão está inativo durante certo tempo e a quantidade de água que recebe da chuva supera a evaporação e a infiltração. Também podem formar-se numa cratera de impacto, pela queda e colisão de um meteorito com a Terra.

## Características
Alguns destes lagos têm águas ácidas ou salgadas, devido ao enxofre e minerais que emana lentamente o vulcão (que ainda assim se pode considerar inactivo), como o cratera de Ngoro Nogoro, que tem um lago muito alcalino e salgado, mas alguns têm uma acidez e/ou salinidade muito baixa e são doces.
Alguns destes vulcões apresentam atividade suficiente para considerar as suas águas como termais.

## Lagos de cratera vulcânicos

### Ásia
- Lago Toba (Samatra, Indonésia)
- Monte Pinatubo (Filipinas)
- Lago Tianchi, na Montanha Baekdu (Coreia do Norte/China)
- Lago Kelut (Indonésia)
- Lago Towada (Japão)
- Lago Tazawa (Japão)

### Europa
- Lagoa das Sete Cidades (Ilha de São Miguel, Açores, Portugal)
- Lagoa do Fogo (Ilha de São Miguel, Açores, Portugal)
- Lagoa das Furnas (Ilha de São Miguel, Açores, Portugal)
- Kerið (Islândia)

### Oceania
- Lago Kapoho (Havai, Estados Unidos)

### América
- Lago Crater (Oregon, Estados Unidos)
- Cuicocha (Equador)
- Vulcão Irazu (Costa Rica)
- Lago do vulcão La Soufrière (San Vicente e Granadinas)
- Vulcão Pacaya (Laguna Calderas) (Guatemala)
- Vulcão Ipala (Guatemala)
- Lagoa de Chicabal (Guatemala)
- Lago de Atitlán (Guatemala)
- Lago Amatitlán (Guatemala)
- Lagoa de Ayarza (Guatemala)
- Lagoa de Apoyo (Nicarágua)
- Lagoa de Masaya (Nicarágua)
- Lagoa de Tiscapa (Nicarágua)
- Cosigüina (Nicarágua)
- Volcán Maderas (Nicarágua)
- Lago de Ilopango (El Salvador)
- Lago de Coatepeque (El Salvador)
- Lago de Guija (El Salvador/Guatemala)
- Lagoa de Alegría (El Salvador)
- Lagoa de Olomega (El Salvador)
- Lagoa Chanmico (El Salvador)

## Ligações externas

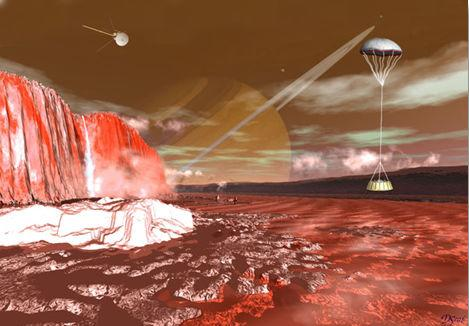
Também pode haver lagos de cratera fora da Terra; aqui, uma imagem artística de um em Titã, lua de Saturno.

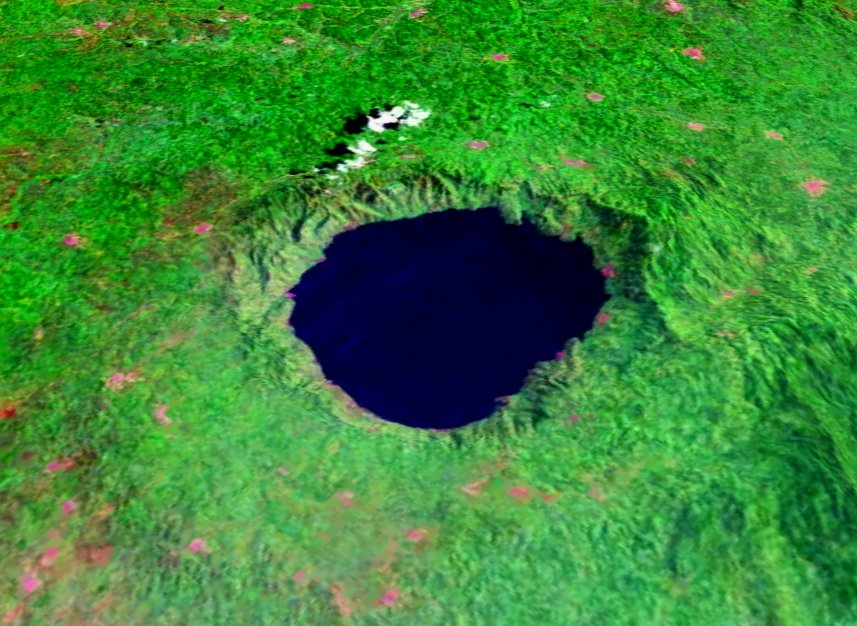
Lago Bosumtwi, no Gana, de origem meteórica.

### África
- Lago Nyos (Camarões)

## Lagos de cratera meteóricos
- Lago Bosumtwi (Gana)
- Lago Siljan (Suécia)